# Ciprusi törpe víziló
A ciprusi törpe víziló (Hippopotamus minor) az emlősök (Mammalia) osztályának párosujjú patások (Artiodactyla) rendjébe, ezen belül a vízilófélék (Hippopotamidae) családjába tartozó fosszilis faj, amely a holocén elejéig élt a szigeten.

## Tudnivalók
A mintegy 200 kilogrammos állat körülbelül olyan méretű volt, mint a jelenleg is élő törpe víziló (Choeropsis liberiensis), 76 centiméter magas és 121 centiméter hosszú.
Attól eltérően azonban ennek a fajnak az őse a miocén végén, a messinai sókrízis idején vándorolhatott a nagyrészt kiszáradt Földközi-tenger medencéjén át Ciprusra, (és más földközi-tengeri szigetekre is) majd a tengerszint helyreállása utáni elszigetelődés körülményei között vált törpe méretűvé. Ennek az izolált zsugorodásnak az okát - csakúgy, mint más elszigetelt állatcsoportok esetében - az állomány belterjességében, a táplálék szűkösségében és a ragadozók hiányában keresik a kutatók.
Kihalása körülbelül 11 000-9000 évvel ezelőtt történt; akkoriban ez volt a legnagyobb méretű állatfaj Cipruson. Természetes ellenfelei nem voltak.
Maradványainak lelőhelyei, különösen Aetokremnos, arra utalnak, hogy kihalásában szerepet játszhatott az akkoriban a szigetre érkező ember. Más tudósok azonban a leleteket másképp értelmezik, szerintük a kihalás még az első embereknek a szigetre érkezése előtt történt.

## Alternatív elnevezése
Sok tudós még a régebbi tudományos nevén – Phanourios minor – nevezi a ciprusi törpe vízilovat. Ezt a nevet Paul Sondaar és Bert Boekschoten adták 1972-ben, a ciprusi Agios Georgios-i lelőhely nyomán. Itt a helyi lakosság egy kápolnát épített a nagy mennyiségben előforduló csontmaradványok fölé, amelyekről már Bordone is írt a 16. században. A falusi hívők Szent Fanourios, egy görög ortodox szent maradványait tisztelték a csontokban, és belőlük gyógyhatásúnak tartott port készítettek. E legenda nyomán kapta első tudományos nevét az állatfaj.